# Sigrid Lehmstedt

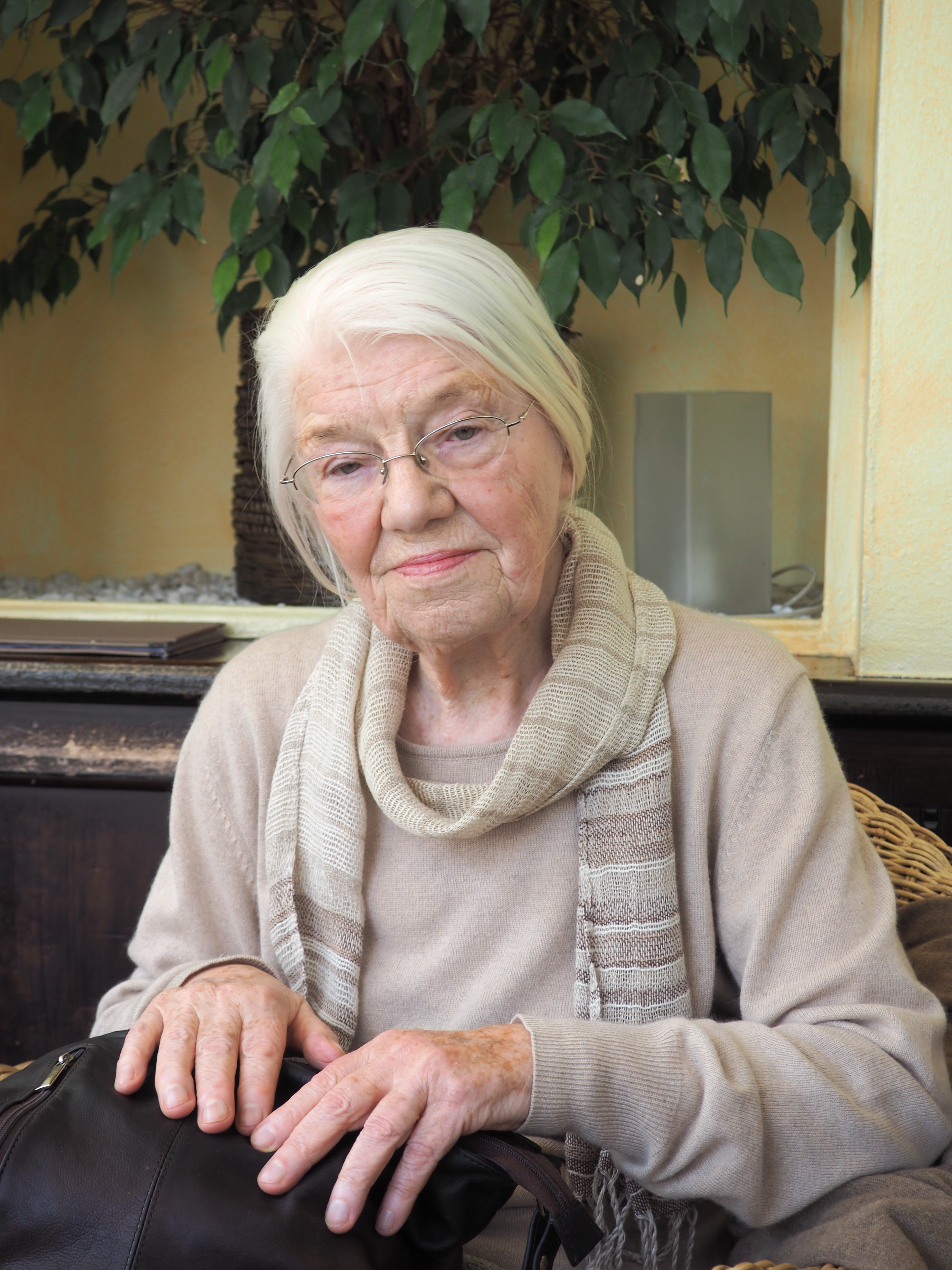
Sigrid Lehmstedt (2019)

Sigrid Lehmstedt (* 23. April 1929 in Weißenfels; † 12. November 2022 in Weimar) war eine deutsche Hochschullehrerin, Klavierpädagogin, Klaviermethodikerin und Pianistin.

## Leben und Wirken
Sigrid Lehmstedt studierte nach dem Abitur Klavier an der Leipziger Hochschule für Musik und Theater „Felix Mendelssohn Bartholdy“ bei Hugo Steurer. Von 1953 bis 1982 lehrte sie an der Hochschule für Musik Hanns Eisler Berlin und war seit der Gründung der Spezialschule für Musik Berlin (heute Musikgymnasium Carl Philipp Emanuel Bach) im Jahr 1965 als Fachrichtungsleiterin maßgeblich am Aufbau der Klavierabteilung beteiligt. 1978 wurde sie zur Dozentin für Klavier an der Hochschule für Musik Hanns Eisler berufen.
1982 folgte Lehmstedts Umberufung an die Hochschule für Musik Franz Liszt Weimar, wo sie die Leitung der Fachrichtung Klavier am Musikgymnasium Schloss Belvedere übernahm. 1984 wurde sie als Professorin für Klavier an die Weimarer Musikhochschule berufen. Im Fach Klaviermethodik / Lehrpraxis lehrte sie an den Hochschulen in Leipzig (1978–1982) und in Weimar (ab 1982). Seminare, Meisterkurse und Vorträge führten sie in die USA, Belgien, England, Schweden, Holland, Finnland, Litauen, Tschechien, Slowakei und Armenien.
Nach ihrer Emeritierung setzte Lehmstedt ihre Lehrtätigkeit bis ins hohe Alter fort. So führte sie ihre Klavierklasse am Musikgymnasium Schloss Belvedere bis 2008 weiter und übernahm von 2002 bis 2011 einen Lehrauftrag am Institut für Musik der Martin-Luther-Universität Halle-Wittenberg, wo sie Studierende im Hauptfach Klavier bis zum Konzertexamen führte. Darüber hinaus unterrichtete sie ausgewählte Schüler an den Musikschulen Erfurt, Gotha und Eisenach. Bis zu ihrem Tod im November 2022 lehrte Lehmstedt an der Musikschule Johann Nepomuk Hummel in Weimar. Viele ihrer Schüler errangen Preise und Diplome.
Zudem wirkte Lehmstedt viele Jahre als Jurorin bei nationalen und internationalen Wettbewerben, zum Beispiel beim Internationalen Klavier-Wettbewerb Virtuosi per musica di pianoforte Usti nad Labem, beim Bach-Wettbewerb für junge Pianisten oder als ständiges Mitglied der Klavierjury der Spezialschulen.
Lehmstedt nahm an wissenschaftlichen Konferenzen der Musikhochschulen der DDR teil und veröffentlichte regelmäßig in Publikationsreihen des Musikrats der DDR oder in Musikzeitschriften. Im Komponistenverband Berlin war sie 1970/71 als Lektorin tätig und arbeitete an der Auswahl neuer DDR Klavierkompositionen für Kinder, insbesondere Musikschulliteratur. Sie war außerdem Gründungs- und Vorstandsmitglied der European Piano Teachers Association (EPTA).

## Wissenschaftliche Schwerpunkte
Ergebnis ihrer wissenschaftlichen Arbeit zur Methodik der Aneignung und Entwicklung pianistischer Fähigkeiten vom Kindesalter bis zur Hochschulreife ist das 1998 im Kamprad-Verlag erschienene Vor-ABC der Pianistik, das in mehreren Sprachen herausgegeben wurde. Darüber hinaus forschte sie zum Thema Friedrich Wiecks Pianoforte-Methodik. Der 1982 veröffentlichte Lehrplan für die Ausbildung im Fach Klavier an den Spezialschulen für Musik der DDR gilt bis heute als wichtige Orientierung in der Klavierausbildung an Musikgymnasien und Musikschulen.

## Auszeichnungen (Auswahl)
- 1988: Pestalozzi-Medaille in Gold
- 1988: Dr.-Th. Neubauer-Medaille
- 2003: Verdienstorden des Freistaats Thüringen[20]

## Privates
Sigrid Lehmstedts Sohn ist der Buchhistoriker und Verleger Mark Lehmstedt. Ihr Bruder Eduard Lehmstedt (1932–2016) war Musikdirektor am Deutschen Nationaltheater Weimar, wo er 1968–1997 den Chor des Theaters leitete. Ihr Bruder Dietrich Lehmstedt (1939–2001) war Dokumentarfilmer und Kameramann in Stuttgart.

## Publikationen (Auswahl)
- Vor-ABC der Pianistik. Kamprad, Altenburg 1998, ISBN 3-930550-05-9.
- Vor-ABC der Pianistik – Aspekte für den Anfangsunterricht. In: Piano-Bulletin. 1. Jahrgang, Nr. 1, Berlin 1989, Hrsg.: Musikrat der DDR, DNB 010299920.
- Materialien zu Friedrich Wiecks Pianoforte-Methodik. In: Haupt- und Nebenwege der Romantik. (Hrsg.: EPTA – European Piano Teachers Association, Sektion der Bundesrepublik Deutschland), Staccato-Verlag, Düsseldorf 2012, ISBN 978-3-932976-48-3.
- Lernen und Üben im Ausbildungsweg junger Pianisten – Gedanken zur Optimierung des Arbeitsprozesses. In: Material der Wissenschaftlichen Konferenz der Hochschulen für Musik 1977.
- Erziehung zum Schöpferischen. In: Musik und Gesellschaft. 28. Jahrgang, Nr. 2, Berlin 1978, ISSN 0027-4755.
- Lehrplan der Spezialschulen für Musik für das Fach Klavier. Teil I und II., Merseburg 1982.